# NGC 196
NGC 196 sau HCG 7B este o galaxie lenticulară situată în constelația Balena, membră a grupului NGC 192 (care cuprinde galaxiile NGC 173, NGC 196, NGC 197, NGC 201, NGC 237) și a grupului HCG 7 (care cuprinde galaxiile NGC 196, NGC 197, NGC 201). A fost descoperită în 28 decembrie 1790 de către William Herschel. De asemenea, a fost observată încă o dată în 24 noiembrie 1827 de către John Herschel și în anul 1852 de către George Bond.